# Christian Greco
Christian Greco (Arzignano, Vicenza, 15 de abril de 1975) es un egiptólogo italiano. Es director del Museo Egipcio de Turín (desde 2014).

## Biografía
Christian Greco se graduó en 1994 en el instituto Antonio Pigafetta de Vicenza y fue admitido como estudiante en la escuela universitaria Ghislieri de Pavía. En 1999 se licenció en Clásicas en la Universidad de Pavía.
Enseñó latín y griego en una escuela secundaria de Leiden y en 2007 obtuvo una maestría en Egiptología por la Universidad de Leiden y en 2008 un doctorado en Egiptología por la Universidad de Pisa. En Luxor, siguió una misión epigráfica de la Universidad de Chicago. Desde 2009, primero como asistente en el Museo de antigüedades de Leiden y luego como conservador de la sección egipcia del mismo museo, colabora en la organización de exposiciones, en particular "Momias fascinantes", exposición también presentada en Japón, en Escocia y España. También es codirector de una misión arqueológica de Leiden a Saqqara.
Desde 2012 imparte clases en la Facultad de Arqueología de la Universidad de Leiden, en la carrera universitaria de Arqueología Funeraria Egipcia y Arqueología de Nubia y Sudán. Desde 2014 es miembro del Comité Técnico y Científico de Bienes Arqueológicos del Ministerio de Bienes y Actividades Culturales (MIBACT) y es director de la Fundación del Museo Egipcio de Turín. Bajo su dirección, el equipo del Museo Egipcio de Turín está llevando a cabo la plataforma Tpop (Turin Papyrus Online Platform), un proyecto para digitalizar y conectar en red la colección papirológica, que ganó el Premio del Patrimonio-Premio Europa Nostra 2020, en la categoría de Búsqueda.
Ha impartido cursos en las Universidades de Turín y Pavía, en la Escuela de Especialización en Propiedades Arqueológicas de la Universidad Católica del Sagrado Corazón (Milán) y en la Universidad de Nueva York y en Abu Dhabi. Christian Greco es miembro del “Epigraphic Survey of the Oriental Institute of the University of Chicago” (instituto en Luxor).

## Obras

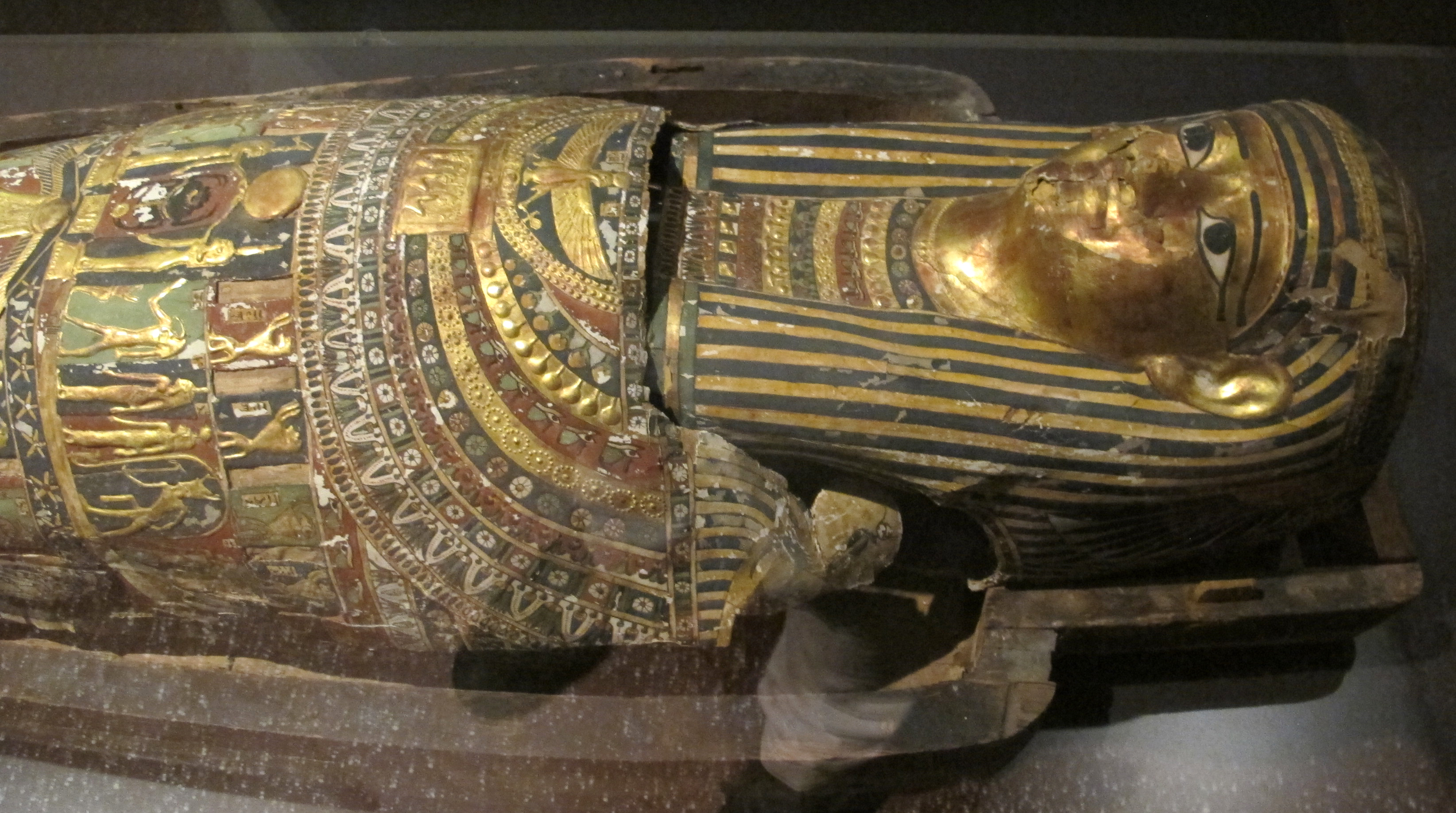
Ataúd de Tjesraperet (Museo Arqueológico Nacional, Florencia)

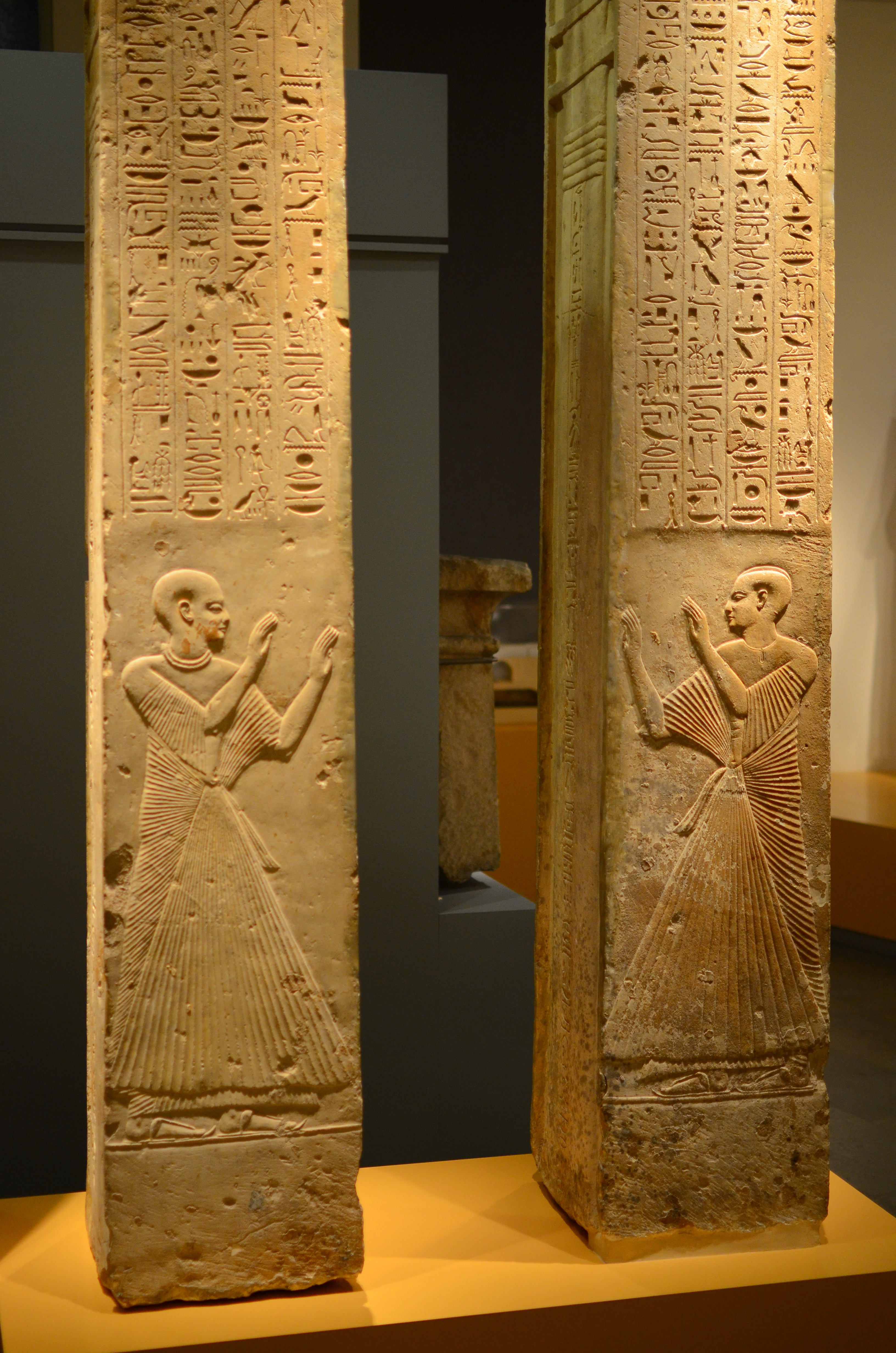
Pilares de la tumba de Ptahmes, Rijksmuseum van Oudheden (Leiden)

### Libros
- Ntrw st3w: Procession of gods in the Book of the day: an iconographical study (en inglés). Pisa: Università degli studi di Pisa, Facoltà di lettere e filosofia. 2008.
- Momias Egipcias: el secreto de la vida eternal. Leiden: Rijksmuseum van Oudheden de Leiden. 2012. ISBN 9788499000756.
- De reis van de kisten: mummiekisten van de Amon-Priesters (en neerlandés). Leiden: Rijksmuseum van Oudheden. 2013.
- Museo egizio di Torino (en italiano). Modena-Torino: Franco Cosimo Panini Editore-Fondazione Museo della Antichità Egizie. 2015.
- Paolo Giulierini; Christian Greco; Massimo Osanna (2016). Il Nilo a Pompei: visioni d'Egitto nel mondo romano (en italiano). Torino-Modena: Fondazione Museo della Antichità Egizie-Franco Cosimo Panini Editore S.p.A.
- Paolo Del Vesco; Christian Greco; Beppe Moiso (2017). Missione Egitto 1903-1920: l'avventura archeologica M.A.I. raccontata: Torino, Museo Egizio, 11 marzo-10 settembre 2017 (en italiano). Modena: F.C. Panini.

### Artículos
- «Il sarcofago esterno di Tjes-ra-peret, dimora per l'etemità». Rinascimento Faraonico. La XXV dinastia nel Museo Egizio di Firenze a cura di Maria Cristina Guidotti e Francesco Tiradritti (en italiano) (Montepulciano: Harwa 2001). 2009. pp. 21-26.
- «The lost Tomb of Ptahmes». Aegyptiaca et Coptica: studi in onore di Sergio Pernigotti a cura di P. Buzi, D. Picchi, M. Zecchi (en inglés) (Oxford: Archaeopress). 2011. pp. 195-204. ISBN 9781407308357.
- «Thebes during and after the revolution. An update from Luxor». Saqqara newsletter - Friends of Saqqara Foundation (en inglés) (Leiden: Friends of Saqqara). 2011. pp. 3-4.
- Christian Greco; Vincent Oeters; Maarten J. Raven (2012). Tuinen van de Farao's: Planten en bloemen van het Oude Egypte uit de collectie van het Rijksmuseum van Oudheden (en neerlandés). Leiden: Rijksmuseum van Oudhede. ISBN 9789071201233.
- «Collezione del Museo Nazionale delle Antichità di Leiden: formazione, prima documentazione e contestualizzazione dei pezzi: il caso di Saqqara». Frammenti d'Egitto: progetti di catalogazione, provenienza, studio e valorizzazione delle antichità egizie ed egittizzanti: convegno nazionale, Padova, 15-16 novembre 2010 a cura di Paola Zanovello, Emanuele M. Ciampini (en italiano) (Padova: CLEUP). 2012. pp. 187-203. ISBN 978-88-6129-847-7.
- «The forgotten tomb of Ramose (TT132)». Thebes in the First Millennium BC edited by Elena Pischikova, Julia Budka and Kenneth Griffin (en inglés) (Newcastle upon Tyne: Cambridge Scholars Publishing). 2014. ISBN 9781443854047.
- «The Latin Inscriptions». Art of empire: the roman frescoes and imperial cult chamber in Luxor Temple edited by Michael Jones and Susanna McFadden (en italiano) (Cairo-New Haven and London: American research center in Egypt-Yale University press). 2015. ISBN 9780300169126.
- Christian Greco; Simon Connor; Paolo Del Vesco (2019). Queen Nefertari: eternal Egypt Forward by Julián Zugazagoitia (en inglés). Kansas City, MO-Turin: Nelson-Atkins Museum of Art-Museo Egizio. ISBN 9780997044645.

### Entrevistas
- Alberto Ratti (2019). «Un museo vivo mette al centro la ricerca: intervista a Christian Greco». Aggiornamenti sociali: rivista mensile a schede (en italiano) 70 (1) (Milano: Centro Studi Sociali). pp. 56-61.